# NGC 5759
NGC 5759 (również PGC 52797 lub UGC 9525) – galaktyka nieregularna (I), znajdująca się w gwiazdozbiorze Wolarza. Odkrył ją Édouard Jean-Marie Stephan 7 czerwca 1880 roku. Jej zniekształcony wygląd spowodowany jest oddziaływaniem grawitacyjnym z sąsiednią, mniejszą galaktyką PGC 200319.